# Fidžijské námořnictvo
Fidžijské námořnictvo, oficiálně známé jako Námořnictvo Fidžijské republiky (anglicky Republic of Fiji Navy). Vznikla poté, ,[kdy?] co Fidži ratifikovalo Úmluvu Organizace spojených národů o mořském právu. Tato úmluva stanoví, že námořní stát má výlučnou ekonomickou zónu v rozsahu 200 námořních mil, což dvacetinásobně rozšiřuje námořní území Fidži z 130 000 km² na více než 2 600 000 km². Fidžijské válečné lodě nesou před jménem označení RFNS.

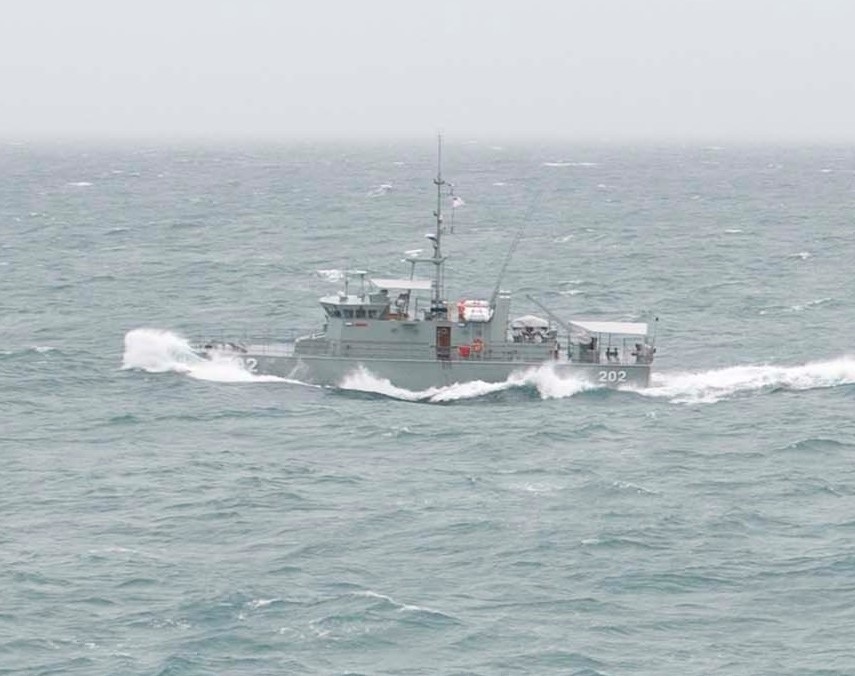
RFNS Kikau třídy Pacific

Fidži byla poskytnuta tři hlídková čluny třídy Pacific, která byla navržena a postavena Austrálií. Tím umožnila svým sousedům v rámci Fóra Tichomořských ostrovů efektivně střežit svou vlastní suverenitu.
V současné době[kdy?] zastává pozici vrchního důstojníka fidžijského námořnictva kapitán Humphrey Tawake.

## Složení

### Hlídkové lodě

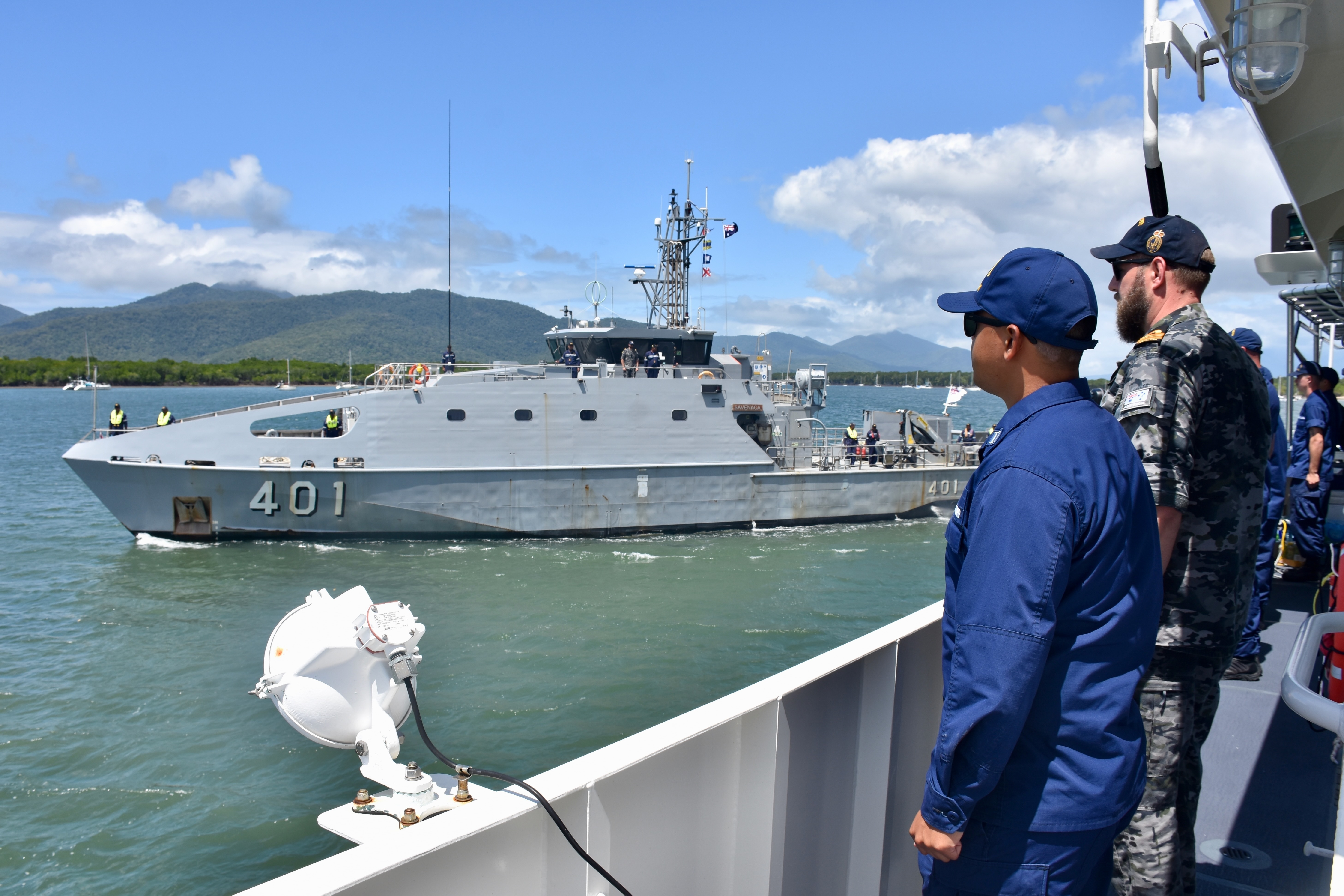
RFNS Savenaca

- Třída Guardian
  - RFNS Savenaca (401)
  - RFNS Timo (403)

### Pomocné lodě
- RFNS Kacau – výzkumná loď, katamarán
- RFNS Volasiga – oceánografická loď